# Recesiune

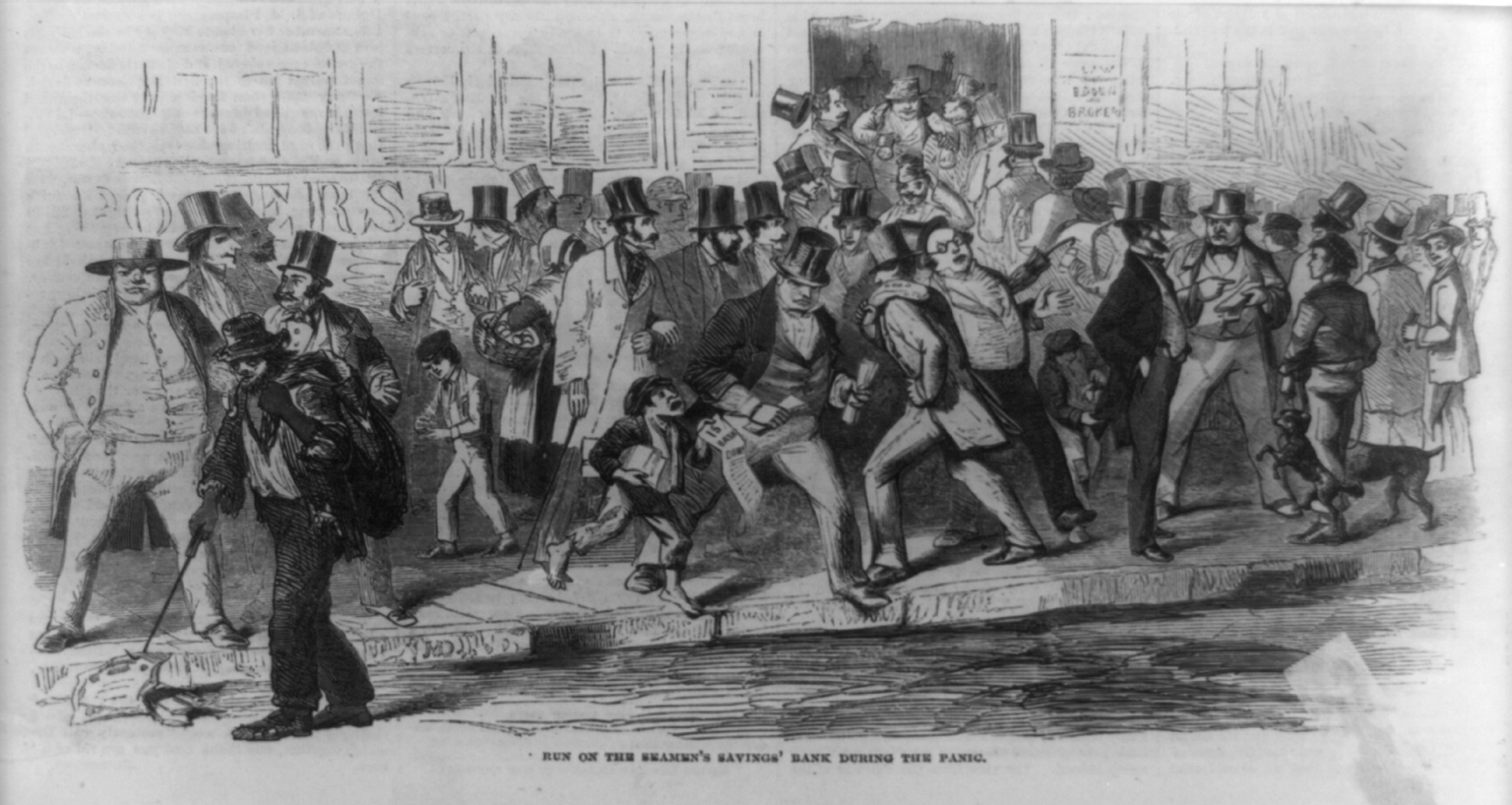
O coadă lungă de persoane în fața băncii Seamen's Savings în timpul Panicii din 1857, ilustrând fenomenul de „panică bancară” (retrageri masive și simultane ale depozitelor), care a fost o consecință directă a crizei economice și financiare ce a dus la o recesiune severă.

Recesiunea este o fază a ciclului economic caracterizată printr-o contracție semnificativă și răspândită a activității economice, care durează, de regulă, cel puțin câteva luni. Aceasta se manifestă prin scăderea producției, a veniturilor, a ocupării forței de muncă și a comerțului, fiind mai puțin severă decât o depresiune economică. Recesiunile apar în urma unor șocuri negative ale cererii sau ofertei, cum ar fi crize financiare, dezechilibre comerciale, prăbușirea bulelor speculative sau evenimente majore naturale ori antropice (de exemplu, pandemii).
Potrivit Fondului Monetar Internațional (FMI), nu există o definiție oficială universal acceptată a recesiunii. În Statele Unite, aceasta este definită ca o scădere semnificativă a activității economice, vizibilă în indicatori precum produsul intern brut (PIB), veniturile reale, ocuparea forței de muncă și producția industrială, care durează mai mult de câteva luni. În Uniunea Europeană și România, identificarea recesiunii se bazează pe principii similare. În Regatul Unit și Canada, recesiunea este definită ca o scădere a PIB-ului real ajustat sezonier pe parcursul a două trimestre consecutive.
Pentru a contracara efectele recesiunilor, guvernele și băncile centrale aplică politici monetare și fiscale expansioniste, precum reducerea ratelor dobânzilor, majorarea cheltuielilor publice și diminuarea impozitelor.

## Istoric

### Global
Potrivit Fondului Monetar Internațional, "recesiunea globală pare să aibă loc pe parcursul unui ciclu care durează între opt și zece ani". FMI ia în considerare mai mulți factori atunci când definește o recesiune globală. Până în aprilie 2009, FMI a comunicat de mai multe ori presei că o creștere globală anuală a PIB-ului de 3,0% sau mai puțin, în opinia lor, a fost "... echivalentă cu o recesiune globală". Prin această măsură, șase perioade din 1970 se califică: 1974-1975, 1980-1983, 1990-1993, 1998, 2001-2002, și 2008-2009. În timp ce FMI, în aprilie 2002, a numit ultimele trei recesiuni globale din ultimele trei decenii, creșterea globală a producției pe cap de locuitor a fost zero sau negativă, iar FMI a argumentat – la acel moment – că, contrar situației din 2001, în acest an nu a fost calificată drept recesiune globală.
În aprilie 2009, FMI și-a schimbat definiția recesiunii globale în „O scădere a PIB-ului mondial real pe cap de locuitor anual (ponderat după paritatea puterii de cumpărare), susținută de o scădere sau agravare a unuia sau mai multor dintre cele șapte alte indicatori macroeconomici globali: producția industrială, comerțul, fluxurile de capital, consumul de petrol, rata șomajului, investițiile pe cap de locuitor și consumul pe cap de locuitor.” Conform acestei noi definiții, au avut loc patru recesiuni globale de la al Doilea Război Mondial încoace: 1975, 1982, 1991 și 2009. Toate au durat doar un an, deși a treia ar fi durat trei ani (1991–1993) dacă FMI ar fi folosit, ca criteriu, PIB-ul mondial real pe cap de locuitor ponderat după cursul normal de schimb valutar, în loc de cel ponderat după paritatea puterii de cumpărare.

### Uniunea Europeană
Zona euro a trecut printr-o recesiune în 2012: economiile celor 17 țări membre nu au înregistrat creștere în niciun trimestru al anului calendaristic 2012. Recesiunea s-a adâncit în ultimul trimestru al anului, fiind afectate economiile Franței, Germaniei și Italiei.

### România
Recesiunile economice în România sunt identificate pe baza evoluției PIB-ului real, ajustat la prețuri constante pentru a elimina efectele inflației. Definiția utilizată este conformă cu practica internațională, considerând ca recesiune o perioadă în care PIB-ul real înregistrează două trimestre consecutive de scădere.
România a traversat mai multe recesiuni majore:
- Prima recesiune: a început în trimestrul IV al anului 1996 și s-a încheiat în trimestrul II al anului 1999. Aceasta a fost o recesiune prelungită, asociată cu procesul dificil de tranziție economică post-comunistă, marcată de restructurarea industriei, privatizări lente și dezechilibre macroeconomice care au generat scăderi semnificative ale PIB-ului și creșterea șomajului.
- A doua recesiune: a avut loc între trimestrul IV 2008 și trimestrul III 2010, fiind determinată de criza financiară globală și efectele acesteia asupra economiei românești.
- A treia recesiune: s-a desfășurat între trimestrul IV 2011 și trimestrul III 2012, perioadă marcată de o revenire lentă și instabilitate economică, caracterizată prin incertitudini fiscale și provocări în absorbția fondurilor europene.
- A patra recesiune: a avut loc între trimestrul II 2020 și trimestrul III 2020, cauzată de pandemia globală de COVID-19.

## Definiții
Într-un articol din 1974 publicat de cotidianul The New York Times, Julius Shiskin, comisar al Biroului de Statistică a Muncii (Bureau of Labor Statistics) din SUA, a sugerat că o transpunere aproximativă a definiției calitative a recesiunii într-o definiție cantitativă, accesibilă publicului larg, ar putea arăta astfel:
- Durata – Scăderi ale venitului național brut real (VNB) timp de două trimestre consecutive; reducerea producției industriale pe o perioadă de șase luni.
- Profunzimea – O scădere de 1,5% a venitului național brut real; o reducere de 15% a ocupării forței de muncă în sectorul non-agricol; o creștere cu două puncte procentuale a ratei șomajului, până la un nivel de cel puțin 6%.
- Indicatori financiari – O creștere semnificativă a ratei creditelor neperformante sau o înăsprire a condițiilor de creditare de către instituțiile financiare, care determină scăderea investițiilor în afaceri și a consumului.

Difuzarea – O scădere a ocupării forței de muncă în sectorul non-agricol în peste 75% dintre industrii, măsurată pe perioade de șase luni, pentru cel puțin șase luni.
De-a lungul timpului, unii analiști au simplificat criteriile lui Shiskin, reducând identificarea recesiunilor la o regulă generală: scăderea VNB real timp de două trimestre consecutive.
În Statele Unite, Comitetul pentru Determinarea Ciclului Economic (Business Cycle Dating Committee') din cadrul Biroului Național de Cercetare Economică (National Bureau of Economic Research, NBER) este considerat autoritatea principală în stabilirea perioadelor de recesiune. NBER, o organizație privată de cercetare economică, definește recesiunea economică astfel: „o scădere semnificativă a activității economice, răspândită în întreaga economie, care durează mai mult de câteva luni și este vizibilă în PIB-ul real, venitul real, ocuparea forței de muncă, producția industrială și vânzările angro și cu amănuntul”. NBER precizează că „o recesiune începe atunci când economia atinge un vârf de activitate și se încheie atunci când atinge un minim”. NBER este considerat arbitrul oficial al perioadelor de început și sfârșit ale recesiunilor în Statele Unite.
Biroul de Analiză Economică (Bureau of Economic Analysis), o agenție federală independentă care furnizează statistici oficiale macroeconomice și industriale, subliniază că „identificarea frecvent citată a unei recesiuni prin două trimestre consecutive de scădere a PIB-ului nu este o desemnare oficială”. Aceasta este atribuția unui comitet de experți din cadrul National Bureau of Economic Research.
Uniunea Europeană, urmând o metodologie similară celei utilizate de NBER, a adoptat o definiție a recesiunii care combină PIB-ul cu o gamă variată de indicatori macroeconomici, inclusiv ocuparea forței de muncă, ratele inflației, nivelurile de consum și investiții, precum și încrederea consumatorilor. Prin această abordare, Uniunea Europeană urmărește să capteze nu doar scăderile economice brute, ci și impactul mai larg asupra populației și economiei. Această abordare permite o evaluare mai cuprinzătoare a profunzimii și amplorii declinurilor economice, facilitând dezvoltarea unor strategii mai eficiente pentru stabilizarea și redresarea economiei.
În România, analiza recesiunilor economice este realizată de instituții precum Institutul Național de Statistică (INS) și Banca Națională a României (BNR). INS este responsabil pentru colectarea și publicarea datelor statistice legate de PIB, ocuparea forței de muncă și alți indicatori macroeconomici, în timp ce BNR monitorizează condițiile financiare, inclusiv creditarea și politica monetară. Deși definițiile generale, cum ar fi două trimestre consecutive de scădere a PIB-ului, sunt utilizate pentru a identifica recesiunile, instituțiile românești țin cont și de factori precum inflația, balanța comercială și investițiile străine directe pentru a evalua impactul economic complet al unei recesiuni.
În Regatul Unit, recesiunile sunt definite, în general, ca două trimestre consecutive de scădere economică, măsurată prin date ajustate sezonier privind PIB-ul real.
Organizația pentru Cooperare și Dezvoltare Economică (OCDE) definește recesiunea ca o perioadă de cel puțin doi ani în care decalajul cumulativ de producție ajunge la cel puțin 2% din PIB, iar decalajul de producție este de cel puțin 1% timp de cel puțin un an. Conceptul de „decalaj de producție” reflectă diferența dintre PIB-ul efectiv și cel potențial al unei economii, oferind o perspectivă mai rafinată asupra recesiunilor, în special în economiile avansate.
Recesiunea poate fi definită și ca o scădere a PIB-ului pe cap de locuitor, în locul unei scăderi a PIB-ului total.